# William Abadie
William Abadie (Saint-Raphaël, Var, 16 de febrero de 1973) es un actor y productor francés. 

## Biografía
Después de numerosos viajes al extranjero, se estableció en París donde asistió a las clases del Cours Claude Mathieu. En 1998, abandona París por Nueva York. Cursó estudios en el Lee Strasberg Institute, obteniendo un premio de excelencia. En esa época se convirtió en miembro permanente del Actors Studio.

## Teatro
Montó su primera obra en Nueva York, en 2000,  titulada  Italian - American Reconciliation, produciéndola y actuando en la misma. Algunos meses más tarde, también como productor y actor, monta Off-Broadway la obra de Dennis McIntyre Modigliani.

## Cine
Su primera aparición en el cine data de 2002, en la película de Adrian Lyne Unfaithful - remake de La Femme infidèle de Claude Chabrol.
A partir de esa fecha encadena las apariciones en cine y televisión: Sex and the City, Urgencias, La pantera rosa, CSI: Nueva York, Ugly Betty, The O.C., Resident Evil: extinción, My Sassy Girl, Samantha ¿qué?, Cashmere Mafia, Gossip Girl, Chuck, The Human Contract, Gideon Falls, Entourage, Call of Duty y Strip Search.
Actualmente vive y trabaja en Nueva York, Los Ángeles y París.
Ha encarnado a Roman, el novio de Harold Waldorf (padre de Blair Waldorf) en Gossip Girl.
Actualmente hace de Olivier, marido francés de Jen, hermana de Naomi, en la serie 90210.